# Il ragazzo che sfidò Ramses il Grande
Il ragazzo che sfidò Ramses il Grande (La Fiancée du Nil) è un romanzo di lettura giovanile scritto da Christian Jacq nel 1996, e uscito in Italia per la prima volta l'anno successivo. È stato ripubblicato in edicola nel 2013, e riedito nelle librerie nel 2019 sotto la Pickwick, sussidiaria delle Edizioni Piemme.

## Trama
Il libro è diviso in due parti: La fidanzata del Nilo e La sfida.
Il quindicenne Kamosè vive insieme ai suoi genitori Geru "il silenzioso" e Nejemet "la dolce" in una semplice casa sulle rive del Nilo, poco lontano da Tebe, capitale dell'Egitto. Un giorno, però, un veterano dell'esercito egizio di nome Setek entra in casa, costringe i genitori a servirlo e pretende che gli cedano la casa e le terre, sostenendo che siano ora di sua proprietà per "ordine del Faraone". Il ragazzo riesce a salvare i suoi genitori dalle smanie del veterano, ma le sue minacce rimangono e alla famiglia rimane poco tempo per contattare il sindaco del villaggio. Kamosè si intrufola quindi nella sua dimora e tenta di convincerlo a denunciare Setek, ma questi risponde che la pretesa del veterano è in piena regola, essendo egli un eroe di guerra che ha contribuito alla salvezza dell'Egitto durante la famigerata battaglia di Qadesh. Disperato, Kamosè si dirige a Karnak, dove intende consultare il catasto nel tentativo di risolvere la faccenda; intanto, col figlio assente, i genitori vengono cacciati di casa e accolti in un'altra abitazione concessa loro dal sindaco, ma dovranno entrambi servire Setek, con Nejemet che sarà destinata alla panetteria e Geru ai granai. Kamosè raggiunge così Tebe grazie a un pescatore col quale si contatta spesso sullo stato dei suoi genitori, e poi il tempio di Karnak, ma non riesce a far cambiare idea al sacerdote incaricato del catasto; viene però preso da un carpentiere in cerca di apprendisti, il quale lo porterà a Karnak a lavorare. Passa così un anno e Kamosè progredisce nel suo lavoro, ma le cose per i suoi genitori non vanno affatto bene. Alla fine, per essere pienamente accettato, Kamosè sarà obbligato a fabbricare una sfinge in legno dorato; mettendosi subito all'opera, il ragazzo compie l'opera appena in tempo. Al momento dell'esame finale, il maestro geometra gli fa notare che ha sbagliato il volto; il capolavoro viene accettato così com'è, ma Kamosé rifarà da capo la sfinge e sarà l'allievo del maestro geometra.
Passato del tempo, quest'ultimo, ammirando la fedeltà e l'obbedienza del giovane nonostante la sua testardaggine, riesce a confidarsi e a farsi confessare da lui il motivo della sua rabbia e della sua tristezza; lo nomina in seguito rappresentante della corporazione alla festa della mietitura, presenziata dal Faraone Ramses II, che si terrà il giorno dopo. Alla festa, il ragazzo vede per la prima volta una giovane sacerdotessa sua coetanea di nome Nofret e se ne innamora, ma non riesce a rivederla dato che, oltre che educata alla stregua di uno scriba e praticante delle scienze sacre, ella risiede al tempio chiuso di Deir el-Bahari, costruito in onore di Hator dalla regina-faraone Hatshepsut. L'ora diciassettenne Kamosè confessa al suo maestro geometra di voler entrare nel tempio chiuso, ma dato che solo gli scribi possono accedervi, il giovane giunge all'ufficio degli scribi all'esterno della cinta del tempio di Amon-Ra, dove sarà addestrato dall'Anziano; nonostante l'estrema severità dell'addestramento, Kamosè impara pian piano anche questo mestiere. Nel suo tempo libero, riesce anche a guadagnarsi le simpatie di Nofret, che incontra di persona durante la sua festa di compleanno a casa del padre, il giudice Rensi; accolto in casa dalla giovane, Kamosè confessa tutto il suo amore alla ragazza, un amore reciproco che cresce giorno dopo giorno. Rensi, a cui Kamosè aveva chiesto di controllare il catasto, comunica però al giovane che le terre sulle quali lavorano i genitori di quest'ultimo erano soltanto una semplice mezzadria, divenute per decreto regio proprietà di Setek in merito alle sue imprese. Kamosé cade in preda alla disperazione, ma Nofret si confida con lui e gli fa capire che la questione deve essere presentata per forza di cose al Faraone in persona. Per prepararlo a questo scopo, Nofret rende Kamosè iniziato al tempio chiuso di Deir el-Bahari, dove però il giovane stenta a farsi accettare.
Il ragazzo viene poi a sapere dal pescatore suo confidante che sua madre è molto malata, e insieme si preparano a partire per tornare al villaggio, ma il Vecchio li precede e fa tornare Kamosè al tempio, in quanto dovrà prepararsi all'esame finale che si terrà tra due mesi. Il giovane svolge l'esame con molte difficoltà, mentre Nofret riesce a ottenere dal Faraone in persona un'udienza per i due giovani, udienza che non avverrà però in privato, bensì di fronte a tutto il consiglio che accerchia il Faraone. Di fronte a Ramses il Grande, Kamosè esprime ad alta voce l'indegnità della situazione che lo affligge, ma con un catasto che è praticamente in regola non c'è alcun modo per cambiare le cose, e il giovane viene accusato di insolenza a causa della sua testardaggine e impulsività. Ma al momento di descrivere Setek, alto e robusto, Ramses ribatte che il vero Seket, col quale aveva combattuto fianco a fianco, è minuto e magrissimo, e si è ritirato quando aveva poco più di sessant'anni. Pur rimproverandolo per il suo comportamento impulsivo, il Faraone si congratula con Kamosè per il suo coraggio e il suo senso di giustizia, e incarica il giudice Rensi di condurre un'inchiesta ben approfondita al catasto. Su ordine del Faraone, Kamosé e un ufficiale superiore conoscente di Setek ritornano al villaggio natale del ragazzo e raggiungono l'impostore; di fronte all'ufficiale che lo riconosce subito, questi tenta invano di fuggire e poi viene costretto a confessare: egli era in realtà un servo del vero Setek e un conoscente del sindaco, col quale ha complottato per uccidere il veterano e ingannare il catasto in modo che il sindaco desse al falso Setek la casa e le terre più belle del villaggio. L'impostore riesce però subito a liberarsi e a stordire l'ufficiale, ma quando tenta di uccidere Kamosè, Nofret si intromette e lo colpisce con un'ipnosi, attraverso la quale l'impostore si uccide trafiggendosi con la sua stessa spada.
Poco dopo, il sindaco del villaggio viene arrestato e imprigionato grazie alla diligenza di Rensi; riconoscendo l'amore che sua figlia prova profondamente per Kamosè, quest'ultimo le concede qualche giorno per scegliere se stare con lui o tornare al tempio dove lavora. D'un tratto, però, l'Anziano annuncia che Kamosè ha superato l'esame di scriba di prima ed è diventato scriba reale col patrocinio del Faraone; lieta della notizia, Nofret acconsente a sposare Kamosè. Così, i due giovani partono a Tebe per il loro matrimonio, mentre l'Anziano rimane al villaggio, dove vive con i genitori del ragazzo.

## Personaggi
- Kamosè: protagonista del libro, ha quindici anni e vive con i suoi genitori in una semplice casa sulle rive del Nilo. Cocciuto, impulsivo e anche un poco irascibile, non esita però a fare di tutto perché la sua famiglia prosperi.
- Nofret: una giovane iniziata al sacerdozio di Sekhmet.
- Ramses II: il Faraone d'Egitto. Sarà il bersaglio ultimo del protagonista, in quanto farà di tutto per convincerlo a cambiare il catasto.
- Geru: il padre di Kamosè, chiamato "il silenzioso".
- Nejemet: madre di Kamosè e padrona di casa, chiamata "la dolce".
- Setek: generale al servizio del Faraone, è l'antagonista principale. Si vanta di aver ucciso molti soldati Ittiti e di essere sopravvissuto alle intemperie nelle campagne in cui ha partecipato.
- Rensi: padre di Nofret, è un giudice saggio, e un uomo fidato del Faraone, che ha preso la strada della magistratura dopo tre anni di artigianato. Essendo sua moglie deceduta da dieci anni, considera sua figlia come sua unica compagnia in famiglia.
- L'Anziano: un individuo senza nome vero, addestrerà Kamosè a diventare scriba.

## Edizioni
- Christian Jacq, Il ragazzo che sfidò Ramses il Grande, traduzione di Michela Finassi Parolo, Il battello a vapore Serie Rossa Oro, Segrate, Edizioni Piemme, 1º ottobre 1997,  p. 256, ISBN 978-8838477041.

- Christian Jacq, Il ragazzo che sfidò Ramses il Grande, traduzione di Michela Finassi Parolo, Piemme Pocket, Segrate, Piemme, 2005,  p. 245, ISBN 978-8838483400.

- Christian Jacq, Il ragazzo che sfidò Ramses il Grande, traduzione di Michela Finassi Parolo, Il battello a vapore. La grande storia, Segrate, Piemme, 2013,  p. 219, ISBN 978-8856632620.

- Christian Jacq, Il ragazzo che sfidò Ramses il Grande, traduzione di Michela Finassi Parolo, Il battello a vapore Serie Rossa, Segrate, Piemme, 8 settembre 2014,  p. 225, ISBN 978-8838437472.

- Christian Jacq, Il ragazzo che sfidò Ramses il Grande, traduzione di Michela Finassi Parolo, Pickwick Young, Segrate, Piemme, 3 settembre 2019,  p. 206, ISBN 978-8868365837.

- Christian Jacq, Il ragazzo che sfidò Ramses il Grande, traduzione di Michela Finassi Parolo, Il battello a vapore. Serie arancio, Segrate, Piemme, 19 settembre 2023,  p. 256, ISBN 978-8856692037.